# Amtsgericht Klingenthal
Das Amtsgericht Klingenthal war ein Gericht der ordentlichen Gerichtsbarkeit und eines von 12 Amtsgerichten im Sprengel des Landgerichtes Plauen mit Sitz in Klingenthal.

## Geschichte
Von 1856 bis 1879 bestand in Klingenthal das Gerichtsamt Klingenthal als erstinstanzliches Gericht. Mit den Reichsjustizgesetzen wurde das Gerichtsamt Klingenthal aufgelöst und das Amtsgericht Klingenthal als Nachfolger des Gerichtsamtes eingerichtet. Der Amtsgerichtsbezirk umfasste Klingenthal mit Dürrenbach, Huth, Kriegberg und Unterklingenthal, Aschberg, Brunndöbra mit Mittelberg und Beilehn, Döhlerwald, Georgenthal mit Unterscheibenberg, Kottenheide, Landesgemeinde, Mühlleithen, Obersachsenberg, Oberzwota, Quittenbach, Steindöbra mit alter Glashütte, Untersachsenberg, Winkelburg, Zwota mit Glasbachhäusern, Berghäusern, Schwabmühle und Häusern am Zechenbach sowie das Brunndöbraer, Kottenheidaer und Landsgemeindaer Forstrevier. Das Amtsgericht Klingenthal war eines von zwölf Amtsgerichten im Bezirk des Landgerichtes Plauen. Der Amtsgerichtsbezirk umfasste danach 10.938 Einwohner. Das Gericht hatte damals eine Richterstelle und war ein kleines Amtsgericht im Landgerichtsbezirk.

## Gerichtsgebäude
Das Gericht hatte seinen Sitz in dem 1902 erbauten Gerichtsgebäude (Amtsberg 7). Das repräsentative Werksteinportal des Gerichtsgebäudes aus Sandstein in barockisierender Formensprache steht unter Denkmalschutz.